# مسجد أزبك خان
مسجد أُزْبَك خان (بلغة تتار القرم: Özbek Han camisi) هو مسجد تاريخي في مدينة ستاري قرم (مدينة صلغات التاريخية) الواقعة في المنطقة المتنازع عليها بين روسيا وأوكرانيا من شبه جزيرة القرم. أنشأه الخان المغولي أزبك خان سنة 1314، وهو بذلك أقدم مسجد قائم حتى اليوم في شبه جزيرة القرم.

## تاريخ المسجد
بُني مسجد أزبك خان سنة 1314 على طراز مشابه لطرز المساجد التي شيدت في الأناضول في العصر السلجوقي، ثم بنت إنجي خاتون المدرسة المجاورة للجدار الجنوبي للمسجد سنة 1332. تهدمت المدرسة بمرور الأيام ولم يبق منها اليوم إلا الأطلال، أما المسجد فما زالت الصلاة تقام فيه إلى اليوم.